# Rhyacia oxytheca
Rhyacia oxytheca là một loài bướm đêm trong họ Noctuidae.